# Sanne Buskermolen
Sanne Buskermolen (* 29. November 1982 in Amsterdam) ist eine niederländische Musicaldarstellerin und Sängerin.

## Werdegang
Sanne Buskermolen absolvierte 2004 ihre Musical-, Tanz (Jazzdance)- und Schauspielausbildung an der Hogeschool voor de Kunsten in Amsterdam. Während dieser Zeit sammelte sie Bühnenerfahrung bei "Song For A New World", Fosse´s "Bye Bye Blackbird" und in verschiedenen Tanzproduktionen von Ray Tadio und Dominique Lesdema. Schon vor Beendigung ihrer Ausbildung wirkte sie im Apollo Theater Stuttgart bei dem Musical „42nd Street“ in der Premierenbesetzung mit. Währenddessen beteiligte sie sich bei der Benefizgala „Colours of Music“ und nahm Gesangsunterricht bei Mark Garcia.
Ihr nächstes Engagement führte sie nach Wien, wo sie als Swing in der Musicalinszenierung von Romeo und Julia im Raimundtheater auf der Bühne stand. Zu dieser Zeit nahm sie zudem Gesangsunterricht bei Michelle Friedman und wirkte beim Donauinselfest mit.
In Wien blieb sie bis zum Ende der Spielzeit Mitte 2006 und wechselte dann zu Roman Polańskis Tanz der Vampire (Berlin, Oberhausen, Stuttgart). Neben ihrer Position als Cross-Swing war Buskermolen auch als Zweitbesetzung der Sarah auf der Bühne des Theater des Westens und des Metronom Theaters zu sehen. Ihre Premiere als Sarah feierte sie am 26. Januar 2008 in Berlin. Insgesamt stand sie 42 Mal in dieser Rolle auf der Bühne, davon 32 im Metronom Theater in Oberhausen. Weiterhin nahm sie 2007 Gesangsunterricht bei Ken Posey.
Im April 2009 sang Sanne Buskermolen zwei Songs aus dem Musical We will rock you bei der „Nacht der offenen Tür“.
Anschließend war sie als Swing im Theater des Westens in dem Musical Der Schuh des Manitu zunächst in der Rolle der „Sexy Blondi“ zu sehen, ab dem 15. Januar 2012 auch als Cover der weiblichen Hauptrolle „Uschi“. Ende Mai verließ Buskermolen Berlin erneut und ging an das Palladium Theater Stuttgart, wo sie wieder in „Tanz der Vampire“ als Swing auf der Bühne stand. Am 17. August 2010 feierte sie ihre Dernière als „Sarah“.
Für das Musical Grease wurde sie Ende 2010 für die Hauptrolle „Sandy“ engagiert und ging mit dieser Inszenierung bis Mai 2011 auf Tournee durch Deutschland (Düsseldorf, Bremen, Berlin, München, Frankfurt am Main).
Seit Februar 2012 spielt Buskermolen den „Stern“ in dem Kindermusical Lauras Stern, das am 11. Februar 2012 Premiere im Tempodrom Berlin hatte. Weiterhin wirkt sie als Cover „Laura“ und als Dance Captain in dieser Produktion mit.
Gleichzeitig trat die gebürtige Niederländerin im Sommer in der Rolle der „Brenda“ in einer Neuproduktion von Hairspray auf (München, Merzig).
Vom 5. Dezember 2012 bis zum 4. August 2013 war sie in Udo Jürgens Musical Ich war noch niemals in New York in Oberhausen zu sehen. Neben ihrer Rolle im Ensemble stand Buskermolen auch als Cover „Frau Menzel“ auf der Bühne des Metronom Theaters.
Ihr nächstes Engagement führte sie zunächst ins Palladium Theater nach Stuttgart, wo sie vom 30. August 2013 bis zum 5. Oktober 2014 im Musical Mamma Mia sowohl im Ensemble, als Cover „Ali“, als Cover „Sophie“ sowie als Lisa, zu sehen war.
Sie folgte dem Musical nach Berlin und Oberhausen, wo es bis zum 2. Oktober 2015 auf dem Programm stand.
Als Clarice war sie vom 2. Dezember 2015 bis zum 6. Januar 2016 in Leonard Bernsteins Klassiker West Side Story im Opernhaus Wuppertal zu sehen. Auch mit Tanz der Vampire ist sie durch Deutschland getourt.

## Engagements

### Musicals
- 2003–2004 42nd Street im Apollo Theater, Stuttgart (Ensemble)
- 2005–2006 Romeo und Julia im Raimund Theater, Wien (Swing)
- 2006–2009 Tanz der Vampire im Theater des Westens (Berlin), Metronom Theater (Oberhausen) (Cross-Swing/Cover Sarah)
- 2009–2010 Der Schuh des Manitu im Theater des Westens, Berlin (Swing/Sexy Blondi/Cover Uschi)
- 2010 Tanz der Vampire im Palladium Theater, Stuttgart (Cross-Swing)
- 2010–2011 Grease Tournee (Sandy)
- 2012–2013 Lauras Stern Tournee (Stern, Cover Laura, Dance Captain)
- 2012 Hairspray im Deutschen Theater, München-Fröttmaning und im Zeltpalast, Merzig (Brenda)
- 2012–2013 Ich war noch niemals in New York im Metronom Theater, Oberhausen (Ensemble, Cover Frau Menzel)
- 2013–2015 Mamma Mia im Palladium Theater Stuttgart (Ensemble, Cover Ali, Lisa), Theater des Westens Berlin (Ali, Cover Sophie), Metronom Theater Oberhausen (Ali, Cover Sophie)
- 2015–2016 West Side Story im Opernhaus Wuppertal (Clarice)
- 2016–2017 Tanz der Vampire Tour Theater des Westens (Berlin), Deutsches Theater (München), Palladium Theater (Stuttgart) (Assistent Dance Captain, Cross Swing)

### Fernsehauftritte
- 6. Dezember 2003 – Fernsehauftritt 42nd Street bei „Wetten dass…“ ZDF, Freiburg
- 30. Oktober 2010 – Fernsehauftritt Grease bei „Carmen Nebel“ ZDF, Bremen
- 25. Januar 2011 – Fernsehbericht „Musicalstars motivieren Schüler“ ZDF, Bremen
- 25. Januar 2011 – Sanne Buskermolen und Lars Redlich bei „Ansichten“ Radio Bremen TV, Bremen
- 16. Februar 2011 – Fernsehbericht/Interview bei RTL regional, Bremen[6]
- 24. Februar 2011 – Sanne Buskermolen und Lars Redlich im Frühcafe-Talk TV Berlin, Berlin[7]
- April 2011 – Fernsehauftritt Grease beim BR, München
- 11. September 2011 – Fernsehauftritt Grease beim „ZDF Fernsehgarten“, Mainz
- 28. September 2013 – Fernsehauftritt Mamma Mia bei „Carmen Nebel“ ZDF, Essen

### Andere Auftritte
- 18. Oktober 2004 – Colours of Music im Apollo Theater, Stuttgart
- 25. Juni 2006 – Donauinselfest: Musical-Revue der Vereinigten Bühnen Wien, Wien
- 7. April 2009 – Nacht der offenen Tür im Metronom Theater, Oberhausen (Songs: „Somebody to love“ / „I want it all“)
- 2. April 2011 – Autogrammstunde und Auftritt, München
- 26. August 2012 – Hairspray Benfiz-Night „You can´t stop the Heartbeat“, Zeltpalast Merzig (Song: „Alone“)